# Ukwap karpacki
Ukwap karpacki Antennaria carpatica (Wahlenb.) Hook – gatunek rośliny z rodziny astrowatych. Po raz pierwszy został znaleziony i opisany w Tatrach przez Görana Wahlenberga (1780–1851), który jako pierwszy opisał rośliny Tatr.

## Rozmieszczenie geograficzne
Zasięg gatunku obejmuje tylko góry Europy: Alpy, Karpaty i Pireneje. W Polsce występuje wyłącznie w Tatrach, gdzie rośnie podgatunek typowy A. carpatica subsp. carpatica (endemit ogólnokarpacki).  Znany jest tutaj z około 40 stanowisk:
Bańdzioch,
Błyszcz,
Cubryna,
Czarnostawiański Kocioł,
Dolina Litworowa,
Dolina Mułowa,
Dolina Pięciu Stawów Polskich,
Gąsienicowa Turnia,
Kamienista,
Karb,
Kominiarski Wierch,
Lalkowy Żleb,
Liliowe,
Miedziane,
Mięguszowiecka Przełęcz pod Chłopkiem,
Mięguszowieckie Szczyty,
Mułowa Przełęcz,
Niżnie Rysy,
Owczy Żleb,
Pośrednia Turnia,
Przełączka pod Żabią Czubą,
Rysy,
Skrajna Turnia,
Szpiglasowa Przełęcz,
Twardy Upłaz,
Wielka Kopa Królowa,
Wołowiec,
Wrota Chałubińskiego,
Zadni Granat,
Zawrat,
Zmarzła Przełęcz,
Zmarzłe Czuby,
Żabi Szczyt Niżni,
Żabia Czuba,
Żabia Lalka,
grań Kończysty Wierch – Jarząbczy Wierch,
poniżej Chudej Turni.

## Morfologia

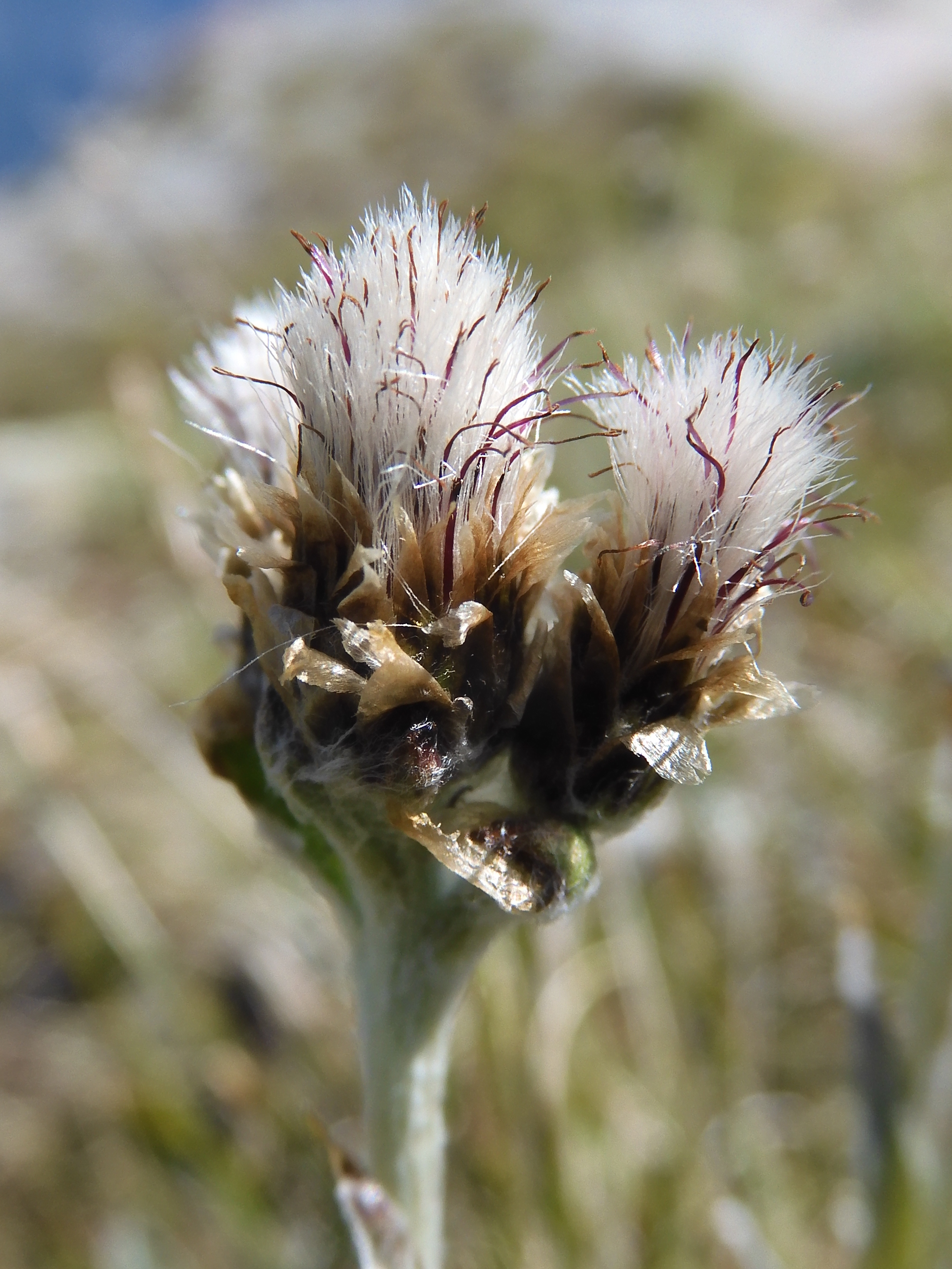
Koszyczki

ŁodygaRoślina o wzniesionej, wełnisto owłosionej i nierozgałęzionej łodydze, wysokości do 15 cm. Roślina wytwarza kłącze, ale bez rozłogów.
LiścieWszystkie są z obu stron wełnisto owłosione. Mają lancetowaty kształt, zwężający się u nasady. Dolne liście są tępo zakończone, górne ostro. Są trójnerwowe.
KwiatyZebrane w koszyczkach na szczycie łodygi. Koszyczki kwiatowe zebrane na szczycie pędu. Listki okrywy brunatne, w 3-4 szeregach. W koszyczkach trzy rodzaje kwiatów: rurkowate kwiaty męskie o długości 5 mm, nitkowate kwiaty żeńskie o długości 8–9 mm i rzadko kwiaty obupłciowe.
OwocNiełupki o długości ok. 2 mm, zaopatrzone w puch kielichowy.

## Biologia i ekologia
Bylina, hemikryptofit. Występuje w naskalnych murawach, na wilgotnych skałach. Okres kwitnienia przypada na miesiące lipiec-sierpień. Zakwita około 25-50% osobników. W polskich Tatrach występuje głównie w piętrze halnym i turniowym. Gatunek charakterystyczny dla związku (Ass.) Festuco versicoloris-Agrostietum. Liczba chromosomów 2n = 56.
Wyróżniono jedewn podgatunek  – Antennaria carpatica subsp. helvetica (Chrtek & Pouzar) Chrtek & Pouzar.

## Zagrożenia
Według klasyfikacji IUCN z 2001 jest gatunkiem zagrożonym niskiego ryzyka (kategoria LR). Podgatunek typowy został umieszczony na polskiej czerwonej liście w kategorii NT (bliski zagrożenia). W Polsce rośnie wyłącznie w Tatrzańskim Parku Narodowym i to tylko na obszarze ochrony ścisłej. Populacje liczą zwykle od kilku do kilkudziesięciu osobników. Nie wydaje się specjalnie zagrożony przez ludzi, jednak niewielka ilość jego populacji i mała ich liczebność budzi obawy.